# Henri Robert de Serignan
Henri Robert de Serignan (1575 - 7 de novembre de 1652) comte de Braine i baró de Serinhan, fou un noble i militar francès
Casat el 1607 amb Marguerite d'Autun, que va morir el 1616, amb qui va tenir quatre fills: Robert, Marie-Charlotte, Henriette i Louise. Tornat a casar el 1628 amb Antoinette de Luynes, morta en 1644, i posteriorment amb Françoise de Beuvron, morta en 1651.
Va participar en la Guerra dels Segadors com a coronel d'un regiment d'infanteria francesa que entrà a Catalunya juntament amb les tropes de Roger de Bossost, senyor de Espenan, fou l'únic no inclòs en la capitulació de Tarragona i, per tant, va poder dirigir la cavalleria francesa que es va apostar al Pla de Barcelona durant la Batalla de Montjuïc.